# سیارک ۵۱۴۶
سیارک ۵۱۴۶ (به انگلیسی: 5146 Moiwa، نامگذاری:1992BP) پنج هزار و صد و چهل و ششمین سیارک کشف شده‌است که در ۲۸ ژانویه ۱۹۹۲ کشف شد.
قدر مطلق سیارک برابر ۱۱٫۹۰ است.